# 静田二三夫
静田 二三夫（しずた ふみお、1918年1月5日 - 没年不詳）は、日本の俳優である。靜田 二三夫と表記されることもある。本名は隆野 唯勝（たかの ただかつ）。宝塚キネマ、極東キネマなどの三流キネマで活躍した「若衆スター」であり、後年は本名で東宝の戦争映画にも出演していた。

## 来歴・人物
1918年（大正7年）1月5日、大阪府大阪市に生まれる。
1933年（昭和8年）12月、旧制大阪府立高津中学校（現在の大阪府立高津高等学校）を中退し、宝塚キネマ興行へ研究生として入社。静田二三夫という芸名で、同年11月1日に公開された仁科熊彦監督映画『艶姿影法師 陽炎篇』に、作家直木三十五（1891年 - 1935年）の推薦で映画デビューを果たす。また、同年12月31日に公開された後藤岱山監督映画『韋駄天数右衛門』では大石主税役として注目されたが、翌1934年（昭和9年）4月10日に同社は解散した。
その後、同年2月に宝塚キネマ興行から新たに新設された興国キネマを経て、1935年（昭和10年）2月、極東キネマ（極東映画）へ移籍。同年3月20日に公開された仁科熊彦監督映画『益満休之助 比叡の巻』を始め多くの時代劇に出演し、新鮮さ溢れる若衆役者ぶりを発揮した。その後、同社の俳優仲間であった有島鏡子（本名鈴木はつ子、1916年 - 1987年）と結婚し、1937年（昭和12年）11月に有島と共に一時退社。翌1938年（昭和13年）9月、有島と共に極東キネマに復帰を果たすも後に応召され、再び退社を余儀なくされる。1939年（昭和14年）9月、名古屋帝国館で公演された静田二三夫一党の実演で復帰し、有島、千早和子、轟渡と共演する。ところが、同年に有島と離婚。有島は同年7月に全勝キネマへ移籍するが、静田は1940年（昭和15年）の極東映画と梅田劇場（現在のHEP、TOHOシネマズ梅田）との合併により大宝映画に改称された後も引き続き移行した。ところが、同社は1本も映画製作されないまま、翌1941年（昭和16年）2月に解体される。
1943年（昭和18年）、芸名を本名の隆野唯勝に改名して東宝に入社。以降は脇役に回るが、同年4月29日に公開された山本嘉次郎監督映画『あさぎり軍歌』などの戦争映画で堅実さを見せた。戦後も同社で活動を続け、1948年（昭和23年）まで在籍した。また、1950年（昭和25年）2月26日に公開された東横映画京都撮影所製作の関川秀雄監督映画『戦慄』にもフリー出演していたが、同作以降の出演作品が見当たらず、以後の消息は不明である。没年不詳。静田の来歴ついて記載されている資料はほとんど存在しない。また、キネマ旬報映画データベースにおいても静田の項目は確認できない。

## 出演作品

### 宝塚キネマ興行
全て製作・配給は「宝塚キネマ興行」、全てサイレント映画、全て「静田二三夫」名義である。
- 『艶姿影法師 陽炎篇』：監督仁科熊彦、1933年11月1日公開 - 息子平馬
- 『韋駄天数右衛門』：監督後藤岱山、1933年12月31日公開 - 大石主税
- 『田宮坊太郎 春風礫の剣法』（『春風礫の剣法』）：監督堀江大生・外山凡平・真野健次、1933年月日不明公開[5]
- 『艶姿影法師 蒼窓篇』：監督仁科熊彦、1934年1月4日公開 - 息子平馬

### 興国キネマ
製作は「興国キネマ」、配給は「早川興行」、サイレント映画、「静田二三夫」名義である。
- 『魔刃紅蜥蜴』：監督仁科熊彦、1934年月日不明公開

### 極東キネマ
特筆以外、全て製作は「極東キネマ古市白鳥園撮影所」、配給は「極東キネマ」、特筆以外は全てサイレント映画、全て「静田二三夫」名義である。
- 南国太平記 - 仙波小太郎
  - 『南国太平記 益満休之助 比叡の巻』：監督仁科熊彦、製作極東映画御室仮撮影所、1935年3月20日公開
  - 『南国太平記 益満休之助 江戸の巻』：監督仁科熊彦、製作極東映画御室仮撮影所、1935年4月10日公開
  - 『南国太平記 益満休之助 完結篇』：監督下村健二、製作極東映画甲陽撮影所、1935年5月8日公開
- 『弥八妻恋唄』：監督山口哲平、1935年5月8日公開[4]
- 『白面の兇盗』：監督下村健二、1935年5月15日公開[4]
- 『聖剣 荒木又右衛門』（『荒木又右衛門』『剣聖荒木又右衛門』[4]）：監督仁科熊彦、製作極東映画甲陽撮影所、1935年5月30日公開 - 荒木数馬
- 『武家姿日本晴れ』：監督金田繁、製作極東映画甲陽撮影所、1935年6月28日公開 - 豪農の伜七之介（主演）[4]
- 『魔刃紅蜥蜴 前後篇』：監督仁科熊彦、1935年7月4日公開[4]
- 『血煙天龍川』：監督山口哲平、1935年8月9日公開[4]
- 『関口武勇傳』：監督仁科熊彦、1935年8月15日公開[4]
- 神風豪鬼隊：監督金田繁、製作極東映画甲陽撮影所 - 青木吉弥・木下吉弥（2役）
  - 『神風豪鬼隊 前篇』：1935年9月6日公開
  - 『神風豪鬼隊 後篇』：1935年11月21日公開
- 『伊達誠忠録』：監督仁科熊彦、1935年10月15日公開[4]
- 『忍術真田十勇士』：監督仁科熊彦・山口哲平、1935年11月15日公開[4]
- 『愛国少年団』：監督米沢正夫、1935年月日不明公開 - 飛行隊の兄（主演）[4]
- 『うかれ三人道中記』：監督米沢正夫、1936年4月22日公開 - 主演[4]
- 『銭五曼陀羅』：監督後藤岱山、1936年5月14日公開[4]
- 『忍術御前大試合』：監督後藤岱山、1936年6月5日公開[4]
- 『妖術白縫蜘蛛』：監督米沢正夫、1936年11月20日公開 - 大友花形丸
- 『忍術真田大助』：監督稲葉蛟児（鈴木迪雄[4]）、製作極東映画甲陽撮影所、1936年月日不明公開
- 『忍術四天王』：監督鈴木迪雄、1937年1月31日公開 - 一文字五郎丸[4]
- 渦潮の果：監督米沢正夫
  - 『渦潮の果 前篇』：1937年4月1日公開
  - 『渦潮の果 後篇』：1937年4月15日公開
- 『神州白馬嶽』：監督清水晴光、1937年4月20日公開 - 日夏欣吾[4]
- 『怪盗天魔剣』：監督西藤八耕、1937年4月22日公開[4]
- 『忍術大阪冬の陣』：監督小倉八郎、1937年4月29日公開[4]
- 『八荒青竜隊』：監督国島昌平、1937年5月6日公開
- 『尼子十勇士』：監督山口哲平、1937年5月13日公開[4]
- 『呪のまだら猫』（『呪ひのまだら猫』[4]）：監督小倉八郎、1937年6月3日公開 - 松見金弥
- 『斬人斬馬屋敷』：監督山口哲平、1937年6月10日公開
- 『檜山大騒動』（『桧山大騒動』）：監督小倉八郎、1937年6月17日公開 - 檜山奉行の息子
- 『煩悩流転』：監督小倉八郎、1937年7月22日公開
- 『忍術戸隠八剣士』：監督山口哲平、1937年8月12日公開[4]
- 唐獅子城：監督米沢正夫 - 遺児獅子丸（主演）[4]
  - 『唐獅子城 前篇』：1937年8月29日公開
  - 『唐獅子城 後篇』：1937年9月5日公開
- 『変幻羅生門』：監督大江秀夫、1937年9月30日公開 - 主演
- 『豪傑粂の平内』：監督米沢正夫、193年月日不明公開[4]
- 『雄叫び挺身体』：監督鈴木迪雄、1937年月日不明公開[4]
- 『豪傑秋月隼人』：監督西藤八耕、1937年月日不明公開[4]
- 『風雲五萬石』：監督末崎精二、1937年12月4日（12月8日[4]、1938年3月31日）公開 - 千脇志津馬（主演）
- 『初姿忍術道中双六』：監督山口哲平、1937年12月31日公開[4]
- 『忍術破り荒川熊蔵』：監督米沢正夫、1938年1月10日公開[4]
- 『神春やぐら音頭』：監督末崎精二、1938年1月20日（1月27日[4]）公開 - 鳥越町の清吉
- 『剣乱三日月城』：監督末崎精二、1938年月日不明公開[4]
- 『忍術虎若丸』：監督米沢正夫、1938年10月13日公開 - 戸澤虎若丸（主演） ※解説版
- 透明騎手：監督末崎精二 - 布施左馬太 ※トーキー
  - 『透明騎手 前篇』：1938年10月27日公開
  - 『透明騎手 後篇』：1938年11月10日公開
- 『陣太郎笠』：監督山口哲平、1938年月日不明公開[4]
- 『怪侠鷲』：監督末崎精二、1938年11月3日公開 ※解説版
- 『忍術大進軍』：監督山口哲平、1938年12月31日公開 ※解説版[4]
- 『怪人豹』：監督大塚隆太、1939年1月22日公開 - 三輪由紀太郎 ※解説版
- 『忍術薩摩飛脚』：監督山口哲平、1939年2月15日公開 - 結城小四朗 ※解説版

### 東宝映画
全て製作は「東宝映画」、配給は「映画配給社」、以降全てトーキー、以降全て「隆野唯勝」名義である。
- 『ハワイ・マレー沖海戦』：監督山本嘉次郎、1942年12月3日公開 - 菊地少尉[7]
- 『あさぎり軍歌』：監督石田民三、1943年4月29日公開 - 国武真三
- 『熱風』：監督山本薩夫、1943年10月7日公開 - 工員舟木
- 『加藤隼戦闘隊』：監督山本嘉次郎、1944年3月9日公開 - 榎公平中尉（加藤部隊）
- 『三尺左吾平』：監督石田民三、1944年7月6日公開

### 戦後
- 『地下街24時間』：監督今井正・楠田清・関川秀雄、製作・配給東宝、1947年4月29日公開 - 床屋
- 『新馬鹿時代 后篇』（『新馬鹿時代 後篇』）：監督山本嘉次郎、製作・配給東宝、1947年10月26日公開 - 白井
- 『女優』：監督衣笠貞之助、製作・配給東宝、1947年12月29日公開[5]
- 『戦慄』：監督関川秀雄、製作東横映画京都撮影所、配給東映、1950年2月26日公開 - 川村松夫